# Na Duang (huyện)
Na Duang (tiếng Thái: นาด้วง) là một huyện (amphoe) ở phía đông của tỉnh Loei, đông bắc Thái Lan.

## Lịch sử
Khu vực của huyện ngày nay nguyên là Ban Na Duang của tỉnh Udon Thani, đặt tên theo thợ săn Duang. Ông đã dẫn dân đến lập làng mới ở đây năm 1881. Sau này làng này được chuyển vào tambon Thung Pho, huyện Mueang Loei năm 1945 sau đó là tambon Na Din Dam năm 1967. Năm 1976, làng được nâng thành một tambon. Cùng với 3 tambon khác, tambon này đã tạo thành tiểu huyện (King Amphoe) ngày 17 tháng 1 năm 1977. Đơn vị này đã được nâng cấp thành huyện ngày 19 tháng 7 năm 1991.

## Địa lý
Các huyện giáp ranh (từ phía nam theo chiều kim đồng hồ) là Erawan, Mueang Loei, Pak Chom của tỉnh Loei, Nam Som của tỉnh Udon Thani và Suwannakhuha, Na Klang và Na Wang của tỉnh Nongbua Lamphu.

## Hành chính
Huyện này được chia thành 4 phó huyện (tambon), các đơn vị này lại được chia ra thành 41 làng (muban). Na Duang là một thị trấn (thesaban tambon) nằm trên một phần của the tambon Na Duang. Có 4 Tổ chức hành chính tambon.
| STT | Tên         | Tên tiếng Thái | Số làng | Dân số |  |
| --- | ----------- | -------------- | ------- | ------ |  |
| 1.  | Na Duang    | นาด้วง          | 12      | 9.359  |  |
| 2.  | Na Dok Kham | นาดอกคำ        | 17      | 9.433  |  |
| 3.  | Tha Sa-at   | ท่าสะอาด        | 7       | 3.546  |  |
| 4.  | Tha Sawan   | ท่าสวรรค์        | 5       | 2.894  |  |